# Monasterio de San Francisco (Santo Domingo)
El Monasterio de San Francisco de la ciudad de Santo Domingo es una de las ruinas más importantes de la República Dominicana. Se encuentra ubicada en la Ciudad Colonial de Santo Domingo y fue declarada como Patrimonio de la Humanidad.

## Historia
El Monasterio de San Francisco fue una de las obras de Nicolás de Ovando, el cual inició su construcción cuando de la llegada de los padres franciscanos, en 1508 y fue concluido en 1560. Fue el primer monasterio del Nuevo Mundo, tiempo después, fue azotado por un huracán.
La parte principal de la iglesia es iniciada por Liendo en 1544 sobre una colina y terminada el 23 de julio de 1556. En 1586 fue saqueada por el pirata inglés Francis Drake, y luego se inicia nuevamente su reparación, la cual fue terminada en 1664, pero según los historiadores, en 1673 y 1751, se producen dos terremotos, los cuales causaron  daños a la arquitectura del Monasterio de San Francisco.
Según los historiadores, en la entrada principal del monasterio fue sepultado Alonso de Ojeda. Tiempo después, fueron trasladados sus restos al ex Convento Dominico el 12 de octubre de 1942, en el mismo sitio en donde fueron encontrados en 1892. También fueron encontrados los restos de Bartolomé Colón.
Durante el sitio de Santo Domingo en 1809, después de la derrota en la Batalla de Palo Hincado, los franceses emplazaron artillería sobre el techo de la iglesia principal. La bóveda fue cortada y en su lugar es colocada una plataforma de madera con artillería que luego se desplomó.
Durante la dominación de los haitianos 1822-1844, en 1831 éstos se llevan las piedras y detalles arquitectónicos y en 1847 se vuelven a emplear en las paredes como material de construcción. 
Durante el paso del ciclón San Zenón en 1930, se destruye gran parte del edificio y en 1940 se instaló allí el leprocomio y el manicomio Padre Billini. Las campanas de San Francisco fueron reubicadas en el campanario de la vecina iglesia de Santa Bárbara.
Las ruinas del Monasterio de San Francisco incluyen las ruinas de la capilla de la Tercera Orden de Garay o de María de Toledo. A través de su tina, se distribuye en todas las tuberías el agua a los habitantes de la  Ciudad Colonial, incluso fue el primer acueducto de la ciudad. Actualmente, estas ruinas son utilizadas para eventos sociales y culturales, y es cuidada y protegida por Ley y por la Comisión Nacional Permanente de Efemérides Patrias de la República Dominicana.

## Galería

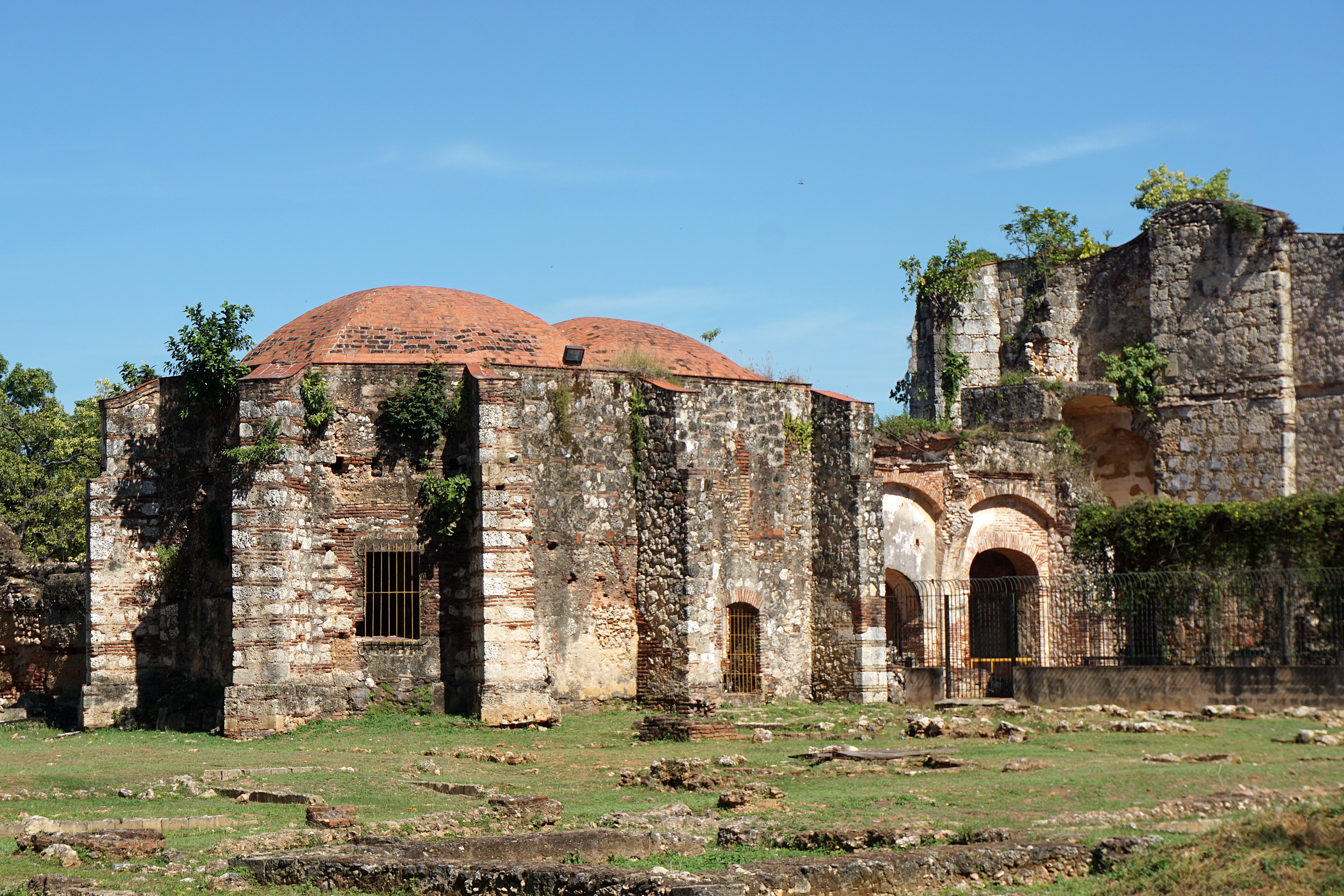
Exterior de la Capilla de la Tercera Orden
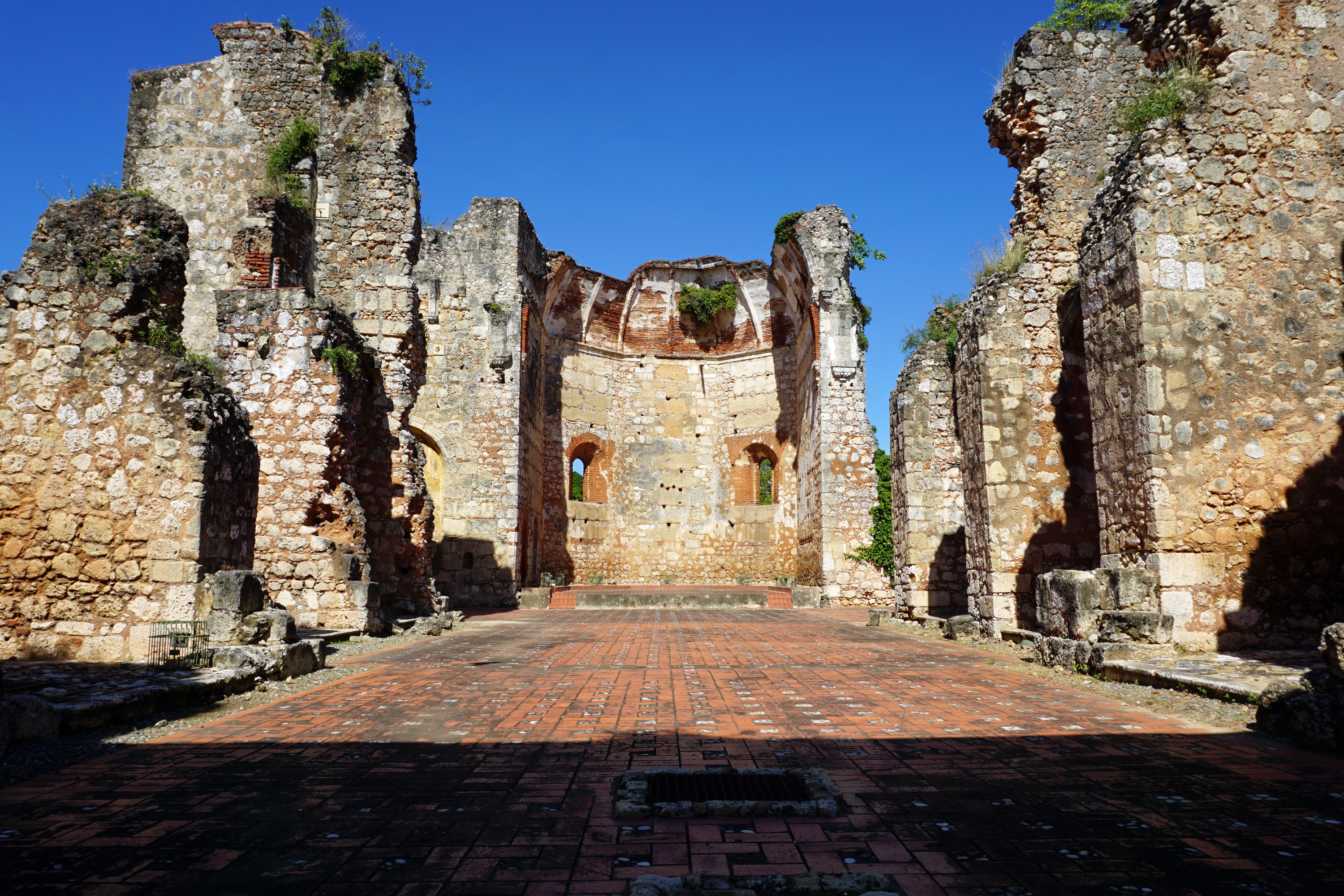
Interior de la nave de la iglesia principal
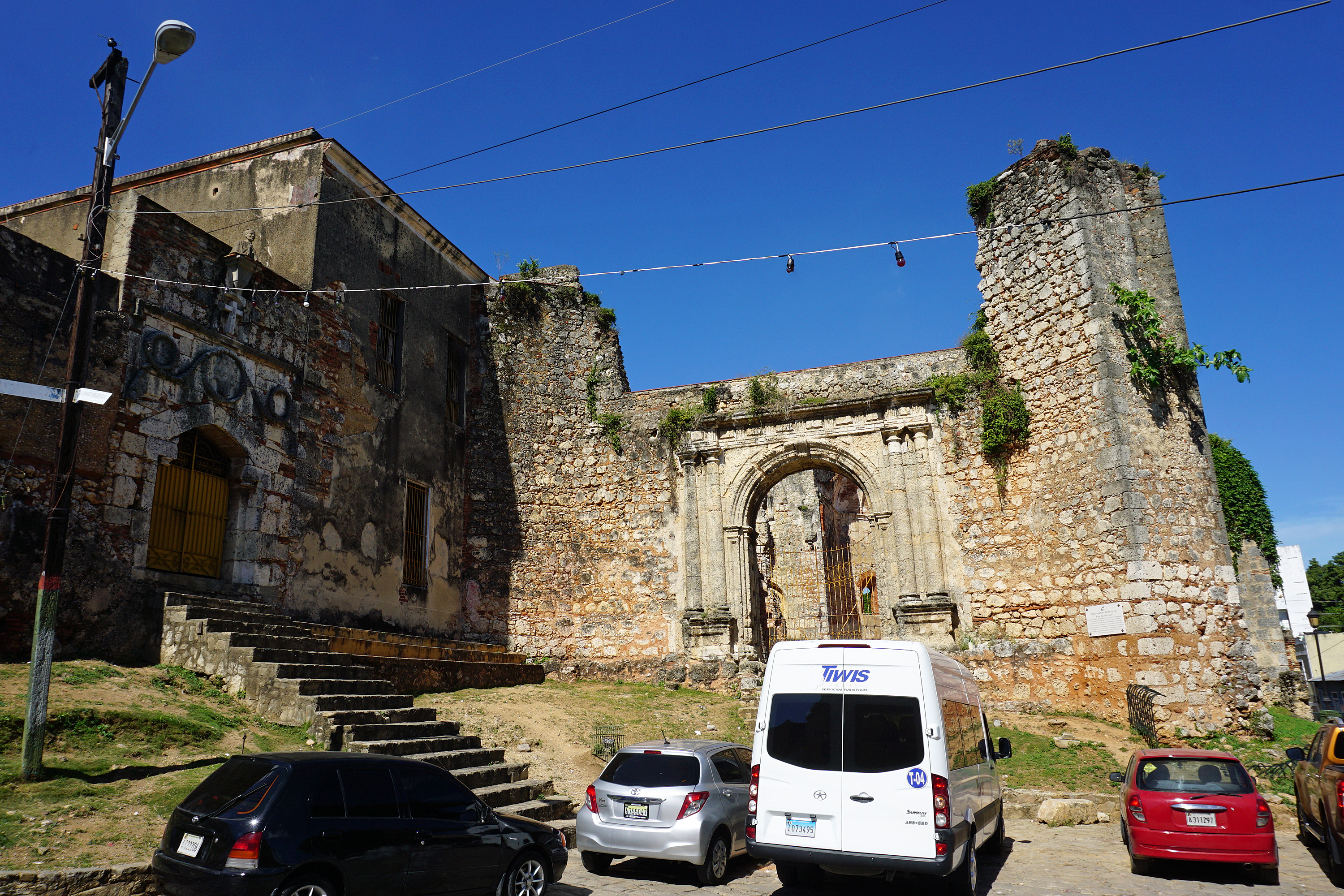
Fachada de la entrada a la iglesia principal
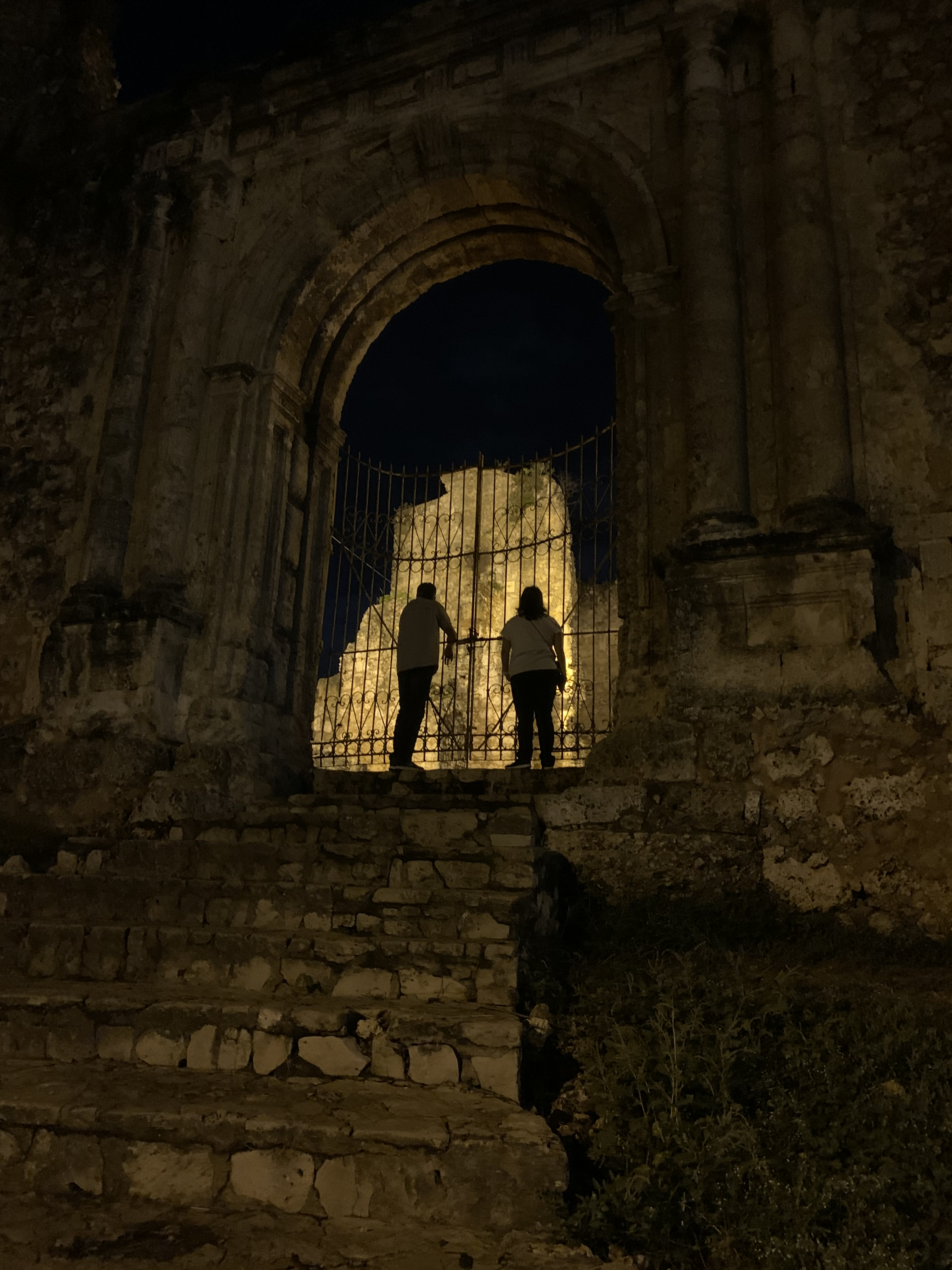
Vista nocturna de la entrada principal
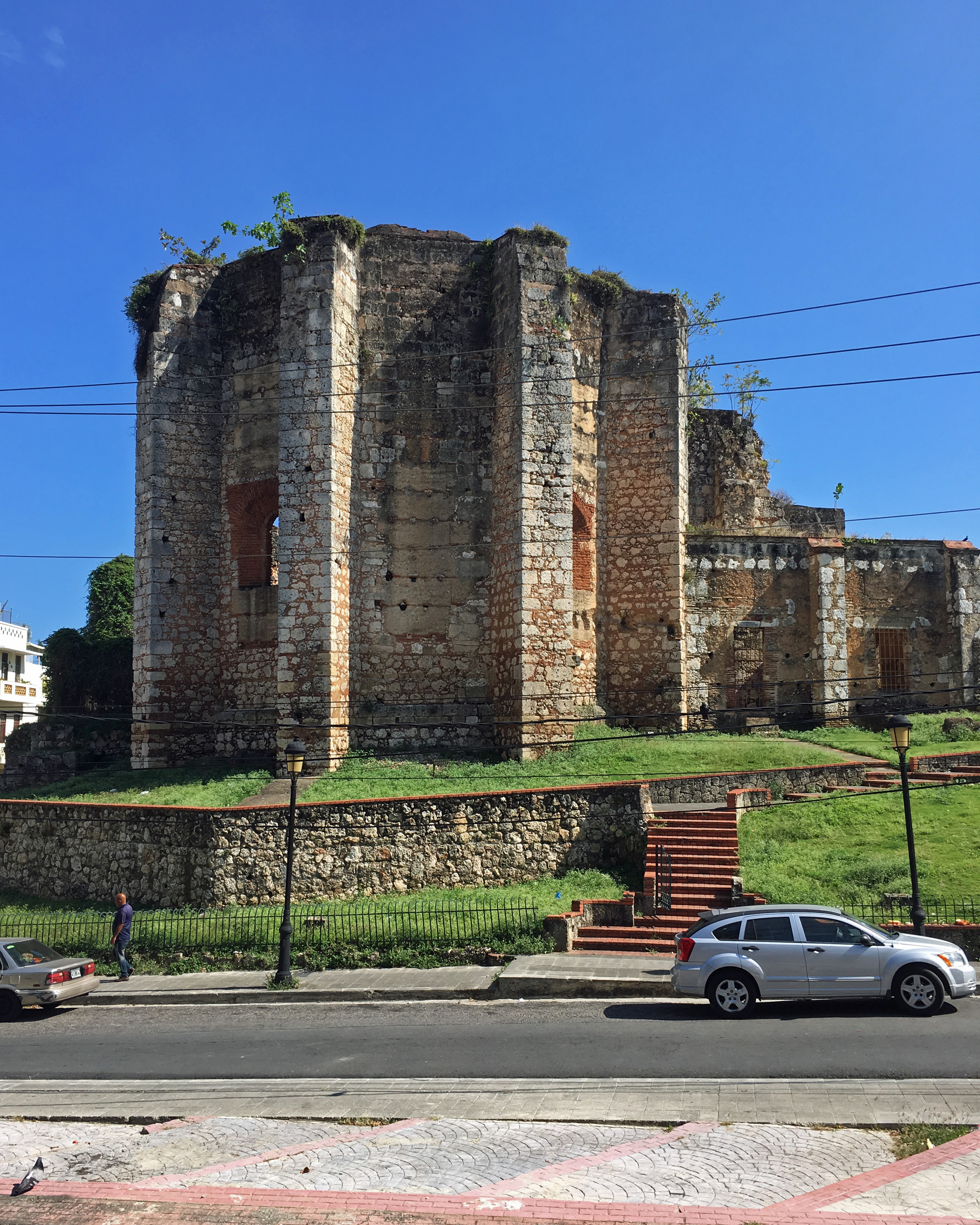
Vista posterior de la iglesia principal
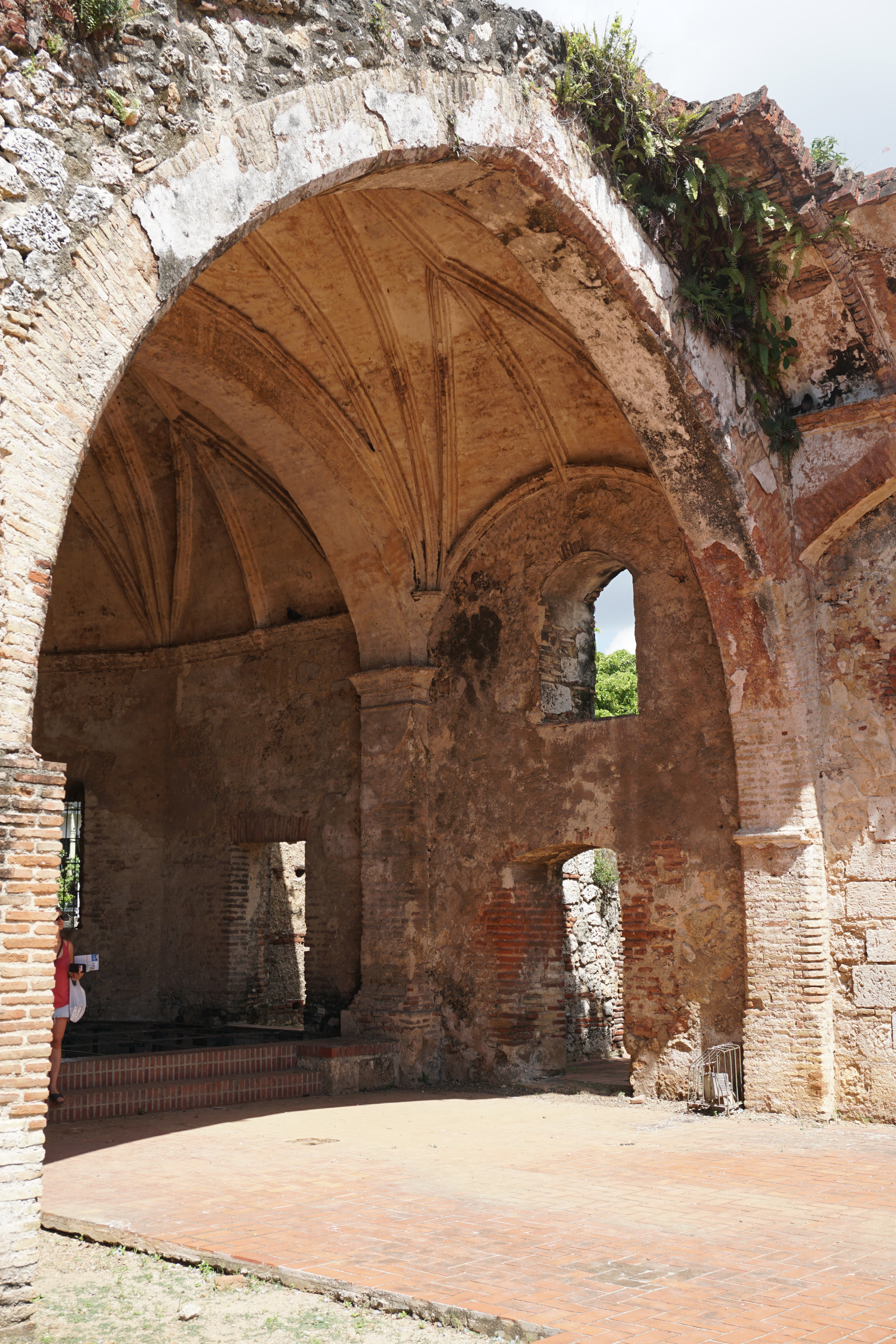
Bóvedas de crucería de la Capilla de la Tercera Orden
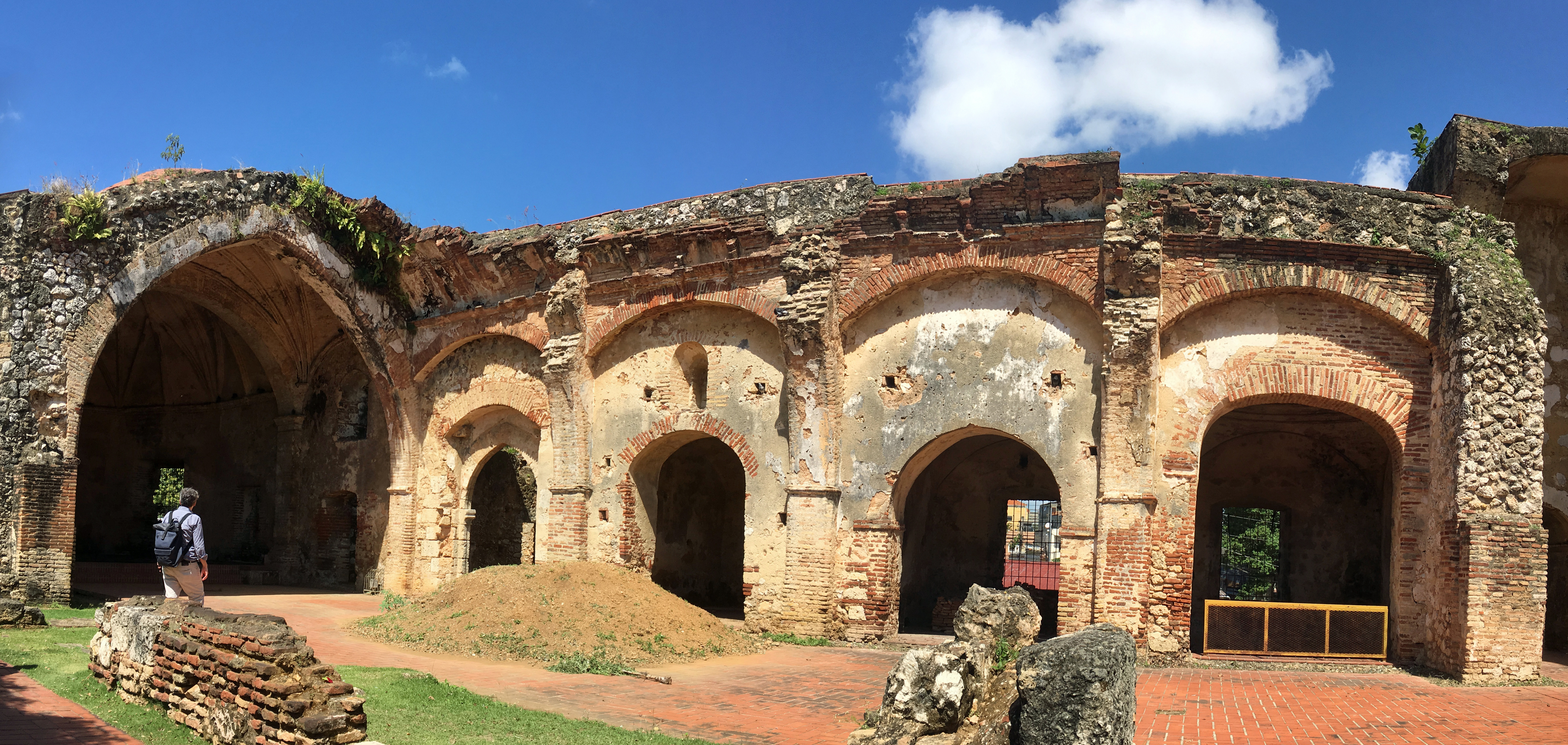
Interior de la Capilla de la Tercera Orden
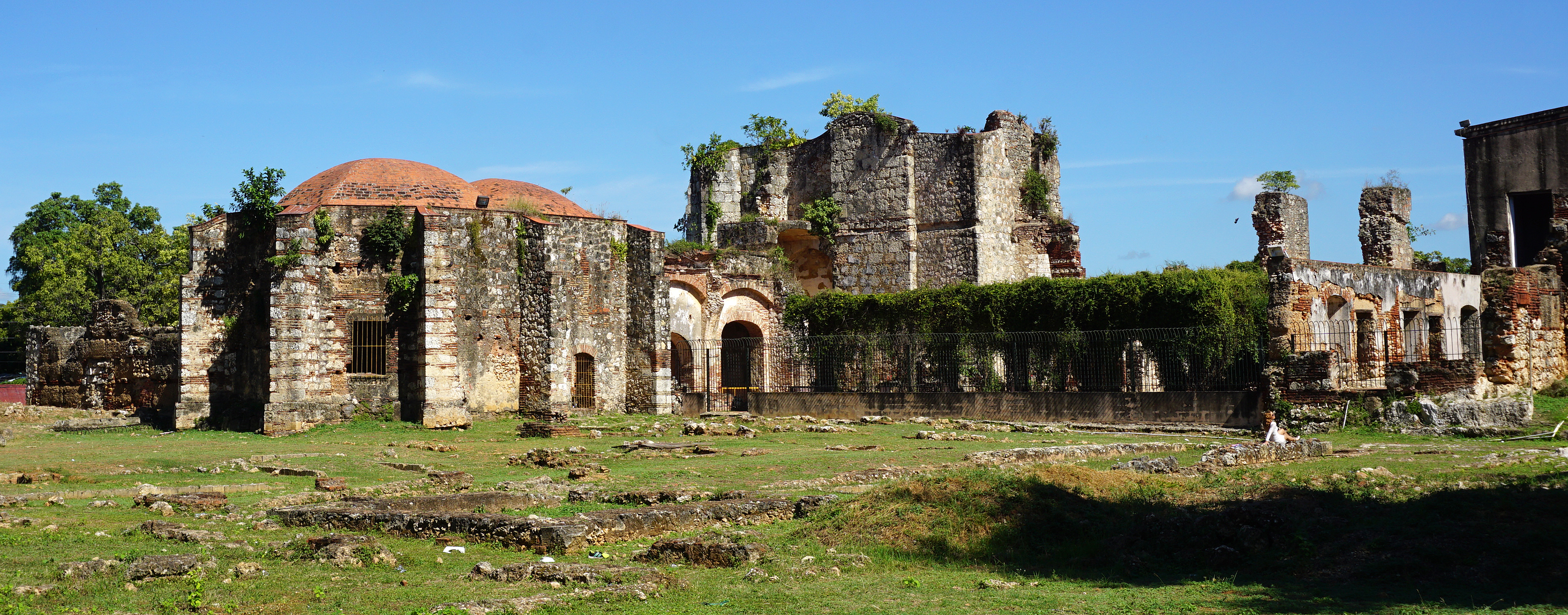
Vista lateral panorámica de las ruinas